# Sergio Barbero
Sergio Barbero (* 17. Januar 1969 in Sala Biellese) ist ein ehemaliger italienischer Radrennfahrer.
Sergio Barbero begann seine Karriere 1993 bei dem Radsport-Team Navigare-Blue Storm. Nach zwei Jahren wechselte er zu Carrera Jeans und nach weiteren zwei Jahren dort zu Mercatone Uno. Dort gewann er dann 1997 sein erstes Rennen, den Giro di Toscana. 1999 hatte er sein erfolgreichstes Jahr, er gewann die Eintagesrennen Giro del Lazio, Tre Valli Varesine und den Japan Cup. Daraufhin wechselte er zum italienischen Rennstall Lampre. 2002 und 2003 siegte er erneut beim Japan Cup und in letzterem Jahr entschied er auch die Coppa Bernocchi für sich. Seit 2006 fährt Barbero für das kolumbianische Professional Continental Team Selle Italia-Diquigiovanni.
Im Jahr 2001 wurde Barbero wegen Dopings mit Epo nach der Tour de Romandie für sechs Monate gesperrt.

## Palmarès
1997
- Giro di Toscana

1999
- Giro del Lazio
- Tre Valli Varesine
- Japan Cup

2000
- Gran Premio Industria e Commercio di Prato

2002
- Japan Cup

2003
- Coppa Bernocchi
- Japan Cup

## Teams
- 1993 Navigare-Blue Storm
- 1994 Navigare-Blue Storm
- 1995 Carrera Jeans-Tassoni
- 1996 Carrera Jeans
- 1997 Mercatone Uno
- 1998 Mercatone Uno-Bianchi
- 1999 Mercatone Uno-Bianchi
- 2000 Lampre-Daikin
- 2001 Lampre-Daikin
- 2002 Lampre-Daikin
- 2003 Lampre
- 2004 Lampre
- 2005 Naturino-Sapore di Mare
- 2006 Selle Italia-Diquigiovanni